# Valerie Domínguez
Valerie Domínguez (Barranquilla, 1981. január 12. –) kolumbiai modell, színésznő.

## Életrajza
1981. január 12-én született Barranquilla városában. Megnyerte a 2005-ös Miss Colombia versenyt, a 2006-os Miss Universe versenyen pedig bekerült a Top 10-be. A szépségverseny után színészkedni kezdett kolumbiai szappanoperákban. Shakira unokatestvére.

## Filmográfia
- Hasta que la plata nos separe (televíziós sorozat, 1 epizód, 2006)[3]
- Esto huele mal (film, 2007)[3]
- El ultimo matrimonio feliz (televíziós sorozat, 212 epizód, 2008)[3]
- Mujeres asesinas (televíziós sorozat, 1 epizód, 2008)[3]
- Los caballeros las prefieren brutas (televíziós sorozat, 22 epizód, 2010)[3]
- El cielo en tu mirada (film, 2012)[3]
- La clinica (televíziós sorozat, 1 epizód, 2012)[3]
- Un sueno llamado Salsa (televíziós sorozat, 90 epizód, 2014)[3]
- Do You Believe? (film, 2015)[3]
- Valentina (rövidfilm, 2015)[3]
- Beyond Brotherhood (film, 2017)[3]